# Jan Kabrhel
Jan Kabrhel (13 de diciembre de 1960) es un deportista checoslovaco que compitió en remo. Ganó una medalla de plata en el Campeonato Mundial de Remo de 1982, en la prueba de cuatro con timonel.

## Palmarés internacional
| Campeonato Mundial | Campeonato Mundial | Campeonato Mundial | Campeonato Mundial |
| Año                | Lugar              | Medalla            | Prueba             |
| ------------------ | ------------------ | ------------------ | ------------------ |
| 1982               | Lucerna (Suiza)    | Medalla de plata   | Cuatro con timonel |